# Symmaque (pape)
Pour les articles homonymes, voir Symmaque.
Symmaque, né en Sardaigne vers 450, est évêque de Rome du 22 novembre 498 au 19 juillet 514. Durant son pontificat, il s'oppose à Laurent, élu au même moment que lui par une partie dissidente du clergé qui souhaite un rapprochement avec le patriarcat de Constantinople. Son mandat est ainsi marqué par un grave schisme sur la question de savoir qui serait élu pape par la majorité du clergé romain.
Il est fêté le 19 juillet.

## Biographie

### Origines
Fils d'un certain Fortunatus, Symmaque est né en Sardaigne, alors sous la domination des Vandales. Jeffrey Richards note qu'il est né païen et « peut-être le plus étranger » de tous les papes ostrogoths, dont la plupart étaient membres de familles aristocratiques. Il est baptisé à Rome, où il devient archidiacre de l'Église romaine sous le pape Anastase II (496–498).

### Schisme
Symmaque est élu pape le 22 novembre 498 dans la basilique constantinienne, bénéficiant du soutien populaire grâce à ses actions charitables, opposé à l'archiprêtre de la basilique Sainte-Praxède de Rome Laurent, ascète lié aux cercles d'aristocrates pieux. Laurent est élu pape le même jour dans la basilique Sainte-Marie (vraisemblablement la basilique Sainte-Marie-Majeure) par une faction dissidente aux sympathies byzantines, soutenue par l'empereur romain d'Orient Anastase Ier et guidée par le chef du sénat romain Festus. Les deux factions conviennent de permettre à Théodoric le Grand, roi des Ostrogoths et du royaume ostrogoth d'Italie, d'arbitrer. Celui-ci établit une nouvelle réglementation : le droit d'élire est réservé au clergé, même si l'on consent aux papes de désigner leur successeur. Il décide que celui qui serait élu le premier et dont les partisans seraient les plus nombreux devra être reconnu comme pape. Il s'agit d'une décision purement politique. Une enquête favorise Symmaque et son élection est reconnue comme juste,. Cependant, un document ancien connu sous le nom de Fragment Laurentien affirme qu'il a obtenu la décision en payant des pots-de-vin ; le diacre Ennode de Pavie a écrit plus tard que 400 solidi ont été distribués à des personnages influents qu'il serait indiscret de nommer.

#### Premier synode romain
Symmaque convoque un synode qui se tient à Rome le 1er mars 499 et auquel assistent 72 évêques et tout le clergé romain. Laurent assiste à ce synode. Par la suite, il est nommé au diocèse de Nuceria en Campanie. Selon le récit du Liber Pontificalis, Symmaque accorde le siège à Laurent « guidé par la sympathie », mais le Fragment Laurentien déclare que Laurent « a été gravement menacé et amadoué, et envoyé de force » à Nuceria, dans la Province de Salerne,,. Le synode ordonne également que tout clerc qui cherche à obtenir des voix pour un successeur à la papauté du vivant du pape, ou qui convoque des réunions et tient des consultations à cette fin, soit destitué et excommunié.

#### Deuxième synode romain
En 501, le sénateur Festus, partisan de Laurent, accuse Symmaque de divers crimes. L'accusation initiale est que Symmaque célèbre Pâques le 25 mars, selon l'ancienne coutume romaine, tandis que les Byzantins observent la fête le 22 avril, selon le nouveau décompte. Le roi Théodoric le convoque à Ariminum pour répondre à l'accusation. Le pape arrive seulement pour découvrir qu'un certain nombre d'autres accusations, notamment d'avoir manqué à la chasteté et d'avoir abusé des biens de l'Église, sont également portées contre lui,,. 
Symmaque, pris de panique, fuit Ariminum au milieu de la nuit avec un seul compagnon. Sa fuite se révèle un mauvais calcul, car elle est considérée comme un aveu de culpabilité. Laurent est ramené à Rome par ses partisans, mais un groupe important du clergé, dont la plupart des clercs supérieurs, se retire de la communion avec lui. Un évêque en visite, Pierre d'Altinum, est nommé par Théodoric comme visiteur apostolique, à la demande des sénateurs Festus et Probinus, opposants à Symmaque, pour célébrer les Pâques de l'an 502 et assumer l'administration du siège romain, en attendant la décision d'un synode qui serait convoqué après Pâques.
Présidé par les autres métropolites italiens, Pierre II de Ravenne, Laurent de Milan et Marcellien d'Aquilée, le synode s'ouvre dans la basilique Sainte-Marie-Majeure. L'ambiance est tumultueuse et l'on se retrouve bientôt dans une impasse en raison de la présence de l'évêque en visite, Pierre d'Altinum. Ce dernier fait valoir que la présence d'un évêque en visite implique que le siège de Rome est vacant, et que le siège ne peut être vacant que si Symmaque est coupable, ce qui signifie que l'affaire a déjà été tranchée avant que les preuves soient entendues. Bien que la majorité des évêques assemblés partage ce point de vue, le visiteur apostolique ne peut pas être obligé de se retirer sans la permission de Théodoric, laquelle n'est pas donnée. En réponse à cette aporie, des émeutes éclatent dans Rome, poussant un certain nombre d'évêques à fuir la ville et les autres à demander à Théodoric de déplacer le synode à Ravenne[réf. nécessaire].

#### Troisième synode romain
Le roi Théodoric refuse de déplacer le synode et ordonne aux évêques de se réunir à nouveau le 1er septembre 502. Le 27 août, le roi écrit aux évêques qu'il envoie deux des Maiores Domus nostrae, Gudila et Bedeulphus, pour veiller à ce que le synode se réunisse en toute sécurité et sans crainte. À la reprise, les relations ne sont pas moins acrimonieuses. Tout d'abord, les accusateurs présentent un document qui comprend une clause stipulant que le roi sait déjà que Symmaque est coupable et que le synode doit donc assumer sa culpabilité, entendre les preuves, puis prononcer la sentence. L'attaque de la foule contre le parti du pape alors qu'il s'apprête à comparaître au synode est particulièrement violente : beaucoup des partisans de Symmaque sont blessés et plusieurs, dont les prêtres Gordianus et Dignissimus, sont tués. Symmaque se retire à Saint-Pierre et refuse de sortir, malgré les pressions des députations du synode. La Vie de Symmaque présente cependant ces meurtres comme faisant partie des combats de rue entre les partisans des sénateurs Festus et Probinus d'un côté, et le sénateur Faustus de l'autre. Les attaques sont particulièrement dirigées contre des religieux, dont Dignissimus, prêtre de la basilique Saint-Pierre-aux-Liens, et Gordianus, prêtre de la basilique Santi Giovanni e Paolo, bien que la rhétorique du passage étende la violence à quiconque est partisan de Symmaque, homme ou femme, clerc ou laïc. Il est alors dangereux pour un religieux de se promener la nuit dans Rome.

#### Quatrième synode romain
À ce stade, le synode adresse une nouvelle fois une pétition au roi Théodoric, demandant la permission de dissoudre la réunion et de rentrer chez lui. Théodoric répond, dans une lettre datée du 1er octobre, qu'il faut mener l'affaire à son terme. Ainsi, les évêques se réunissent à nouveau le 23 octobre 502 au lieu connu sous le nom de Palma et, après avoir passé en revue les événements des deux sessions précédentes, décident que puisque le pape est le successeur de l'apôtre Pierre, ils ne peuvent pas porter de jugement sur lui et laissent Dieu décider de la question. Tous ceux qui ont abandonné la communion avec lui sont invités à se réconcilier avec lui et tout membre du clergé qui à l'avenir célèbrera la messe à Rome sans son consentement sera puni comme schismatique. Les résolutions sont signées par 76 évêques, dirigés par Laurent de Milan et Pierre de Ravenne,.
L'édit publié par le préfet de Rome Basile en 483, réglementant la gestion des biens de l'Église, est déclaré invalide et Symmaque publie un nouvel édit sur la gestion de ces biens et surtout sur leur vente.

#### Fin du conflit
Malgré le résultat du synode, Laurent retourne à Rome et, pendant les quatre années suivantes, selon le Fragment Laurentien, il tient ses églises et règne comme pape avec le soutien du sénateur Festus. Durant cette période, Symmaque, obligé de fuir la résidence pontificale qui est alors au palais du Latran, fait bâtir la première demeure située dans l'enceinte du Vatican, autour de l'antique basilique vaticane. La lutte entre les deux factions se déroule de deux façons : par la violence collective commise par les partisans de chaque camp religieux, décrite d'une manière vivante dans le Liber Pontificalis et par la diplomatie, qui produit des documents, les faux symmachiens, des jugements de droit canonique pour soutenir l'affirmation selon laquelle en tant que pape, Symmaque ne peut pas être tenu responsable. On suppose que les faux symmachiens sont apparus au cours du troisième synode romain et ont servi à fournir la conclusion de Palmaris. Une action, plus productive sur le front diplomatique, est de convaincre le roi Théodoric d'intervenir, menée principalement par deux partisans non romains, le diacre milanais Ennodius et le diacre exilé Dioscore. Finalement, Théodoric retire son soutien à Laurent après sa brouille avec Byzance en 506, et se rapproche de nouveau de Symmaque, ordonnant à Festus de lui remettre les églises romaines. Théodoric reconnaît l'acquittement de Symmaque et lui restitue la légitimité du pouvoir. Symmaque va enfin pouvoir gouverner avec énergie.

### Écrits
Un certain nombre d'écrits polémiques paraissent durant le schisme comme le traité Contra Synodum absolutionis incongruae de la faction de Laurent, auquel le diacre Ennode de Pavie répond par le Libellus adversus eos qui contra Synodum scribere praseumpserunt. Alors que l'auteur de la biographie de Symmaque rapportée dans le Liber Pontificalis est très favorable au pape, l'auteur d'une autre biographie papale[Laquelle ?] soutient la cause de Laurent. Au cours de la dispute, les partisans de Symmaque élaborent quatre écrits apocryphes, les faux symmachiens, dont les titres sont : Gesta synodi Sinuessanae de Marcellino ; Constitutum Silvestri ; Gesta Liberii ; Gesta de purgatione Xysti et Polychronii accusation. Le but de ces contrefaçons est de produire des précédents qui soutiennent Symmaque et de donner un fondement à l'idée que l'évêque romain ne peut être jugé par un tribunal composé d'autres évêques.

### Relations avec l'orthodoxie
Symmaque défend avec zèle les partisans de l'orthodoxie lors du schisme d'Acace de Constantinople et défend, quoique sans succès, les opposants à l'Hénotique (Henotikon) avec une lettre envoyée à l'empereur d'Orient Anastase Ier. Par la suite, de nombreux évêques orientaux persécutés se tournent vers le pape à qui ils envoient une confession de foi. Immédiatement après 506, l'empereur d'Orient lui adresse une lettre pleine d'invectives, à laquelle le pape répond avec fermeté, affirmant avec force les droits et libertés de l'Église. Dans une lettre datée du 8 octobre 512, adressée aux évêques illyriens, le pape les avertit de ne pas rester en communion avec les hérétiques. Il excommunie l'empereur d'Orient Anastase Ier, suspecté de monothélisme.
Selon le Liber Pontificalis, le pape prend des mesures sévères contre les manichéens, ordonnant que leurs livres soient brûlés et qu'ils soient expulsés de Rome.

### La question de la Gaule
Immédiatement après le début de son pontificat, Symmaque intervint comme médiateur dans le différend entre les archevêques d'Arles et de Vienne (France) sur les limites de leurs territoires respectifs. Il annule l'édit publié par le pape Anastase Ier en faveur de l'archevêque de Vienne et le 6 novembre 513, il confirme les privilèges de métropolite à l'archevêque Césaire d'Arles, comme l'avait décidé le pape Léon Ier. En 513, Césaire d'Arles rend visite à Symmaque alors qu'il est détenu en Italie. Le pape lui accorde le privilège de l'usage du pallium, premier cas connu d'une telle concession de la part de l'Église de Rome à un évêque hors d'Italie. Dans une lettre du 11 juin 514, il nomme Césaire représentant des intérêts de l'Église en Gaule et en Tarraconaise, lui permet de convoquer des synodes d'évêques dans certains cas, et de fournir des lettres de recommandation au clergé se rendant à Rome. Mais les questions les plus importantes doivent être discutées à Rome. Césaire écrit plus tard à Symmaque pour l'aider à établir son autorité, ce que celui-ci accepte avec empressement, selon William Klingshirn, « pour rassembler un soutien extérieur pour sa primauté ».

### Symmaque et la ville de Rome
Symmaque érige, restaure et décore diverses églises. Il construit une église dédiée à saint André à proximité de celle de saint Pierre, une basilique dédiée à sainte Agnès de Rome sur la via Nomentana et l'église Saint-Pancrace de Gênes sur le Janicule, orne l'antique basilique vaticane, reconstruit entièrement la basilique Saint-Martin de Rome (rione Monti) et apporte des améliorations aux catacombes de la Via Salaria.
Il fait construire des asiles pour les pauvres à proximité des trois basiliques Saint-Pierre, Saint-Paul et Saint-Laurent hors-les-murs, et fait construire à proximité de la basilique Saint-Pierre des bâtiments résidentiels qui constituent le noyau du futur palais du Vatican.

### Mort et culte
Symmaque fournit de l'argent et des vêtements aux évêques catholiques d'Afrique et de Sardaigne exilés par les dirigeants des Vandales ariens. Il rançonne également les prisonniers des provinces du nord de l'Italie et aide les habitants qui ont beaucoup souffert des invasions barbares.
Il introduit le Gloria in excelsis in Deo dans la messe célébrée par les évêques.
Symmaque meurt le 19 juillet 514 après avoir régné quinze ans, sept mois et vingt-sept jours ; il est enterré dans le vestibule de l'ancienne basilique Saint-Pierre. Son tombeau a été perdu.
La mémoire liturgique de saint Symmaque a lieu le 19 juillet.
Bien que Laurent soit classé comme antipape, c'est son portrait qui continue d'être accroché dans la galerie papale de la basilique Saint-Paul-hors-les-Murs, et non celui de Symmaque.

### Articles liés
- Faux symmachiens
- Histoire de la papauté